# 东方大学城
东方大学城（英語： 又称廊坊大学城）位于中国河北省廊坊市经济技术开发区（總部），在京津塘高速公路沿线旁，西距北京30公里，东距天津和渤海湾60余公里，即处在环渤海经济区发展的重心。此大学城于1999年10月开始建立，于2008年竣工。并提出“将大学城建设成为具有国际水平的职业教育基地”的口号，打造成为“教育城”、“文化城”和“低碳城”，并按照“三城同创，生态发展”的模式发展。
大学城的大门口建有一处标志性的凯旋门地标，上面有前中共中央总书记江泽民亲笔题赠的东方大学城，目前拥有学生和教师六万多人，并集合了国内各个著名学府。城内设施有教学楼、商住楼、学生公寓、教师公寓、香榭花园等多个住宅小区，此外还拥有大型商业楼、图书馆、写字楼、大礼堂、文化宫、体育中心等文体场馆建筑，并且拥有其它商业建筑和酒店等。
東方大學城控股（香港）有限公司（英語：ORIENTAL UNIVERSITY CITY HOLDINGS (H.K.) LIMITED，港交所：8067），為新加坡萊佛士控股有限公司旗下，董事長為周華盛，2015年進行招股，價格為2.6至2.68港元，配售股份為4500萬股，集資額為1.182億港元，股份在2015年1月16日於港交所創業板上市。

## 外部参考
- 北京教育
- 北京城市学院
- 北京中医药大学东方学院
- 中国民航管理干部学院

## 外部連結
- 官方网站（页面存档备份，存于）